# デヴィッド・フォスター・ウォレス

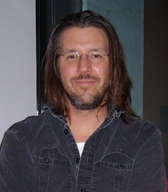
2006年当時の写真

デヴィッド・フォスター・ウォレス（David Foster Wallace、1962年2月21日 - 2008年9月12日）は、アメリカ合衆国・ニューヨーク州イサカ出身の作家。
デイヴィッド・フォスター ウォーレスとも表記される。
ウィリアム・T・ヴォルマンと並んでピンチョン以降のポストモダン文学の旗手の一人と呼ばれた。大学では論理学を学んでいたが文学に目覚める。24歳で『ヴィトゲンシュタインの箒』で作家デビュー、特に大作 Infinite Jest によって知られる。亡くなるまで大学の創作コースで教えていた。
死因は自殺とされる。カリフォルニア州クレアモントの自宅で首を吊っているところを、妻に発見された。
「小説を読んでいるとカチッという音がすることがある。マヌエル・プイグのカチッはまるでガイガー計数機みたいだ」という発言も残されている。
『これは水です』というケニオン大学でのスピーチは2010年タイム誌で学外者スピーチのベストワンに選ばれた。
ローリングストーン誌の記者が彼に同行した旅を題材にした映画『人生はローリングストーン』が製作され、日本でもDVDが発売された。ジェシー・アイゼンバーグやジョーン・キューザックが出演した。

## 作品

### 小説
- The Broom of the System (1987) （『ヴィトゲンシュタインの箒』宮崎尊訳 講談社）……哲学者ルートヴィヒ・ヴィトゲンシュタインの弟子を曾祖母にもつ女性を主人公にした長編小説。
- Girl with Curious Hair (1989) （『奇妙な髪の少女』白石朗訳 白水社）
- Infinite Jest (1996)
- Brief Interviews with Hideous Men (1999)
- Oblivion: Stories (2004)
- The Pale King (2011)

### ノンフィクション
- Signifying Rappers: Rap and Race In the Urban Present (1990) （マーク・コステロと共著、『ラップという現象』佐藤良明(監修)、岩本正恵 (訳) 白水社）
- A Supposedly Fun Thing I'll Never Do Again (1997)
- Up Simba! (2000)
- Everything and More (2003)
- Consider the Lobster (2005)(『すばる』2018年8月号 すばる海外文学シリーズ40 デイヴィッド・フォスター・ウォレス 吉田恭子訳「ロブスターの身」集英社)
- This Is Water (2009)（『これは水です』阿部重夫訳 田畑書店）
- String Theory: David Foster Wallace on Tennis (2016)(『フェデラーの一瞬』阿部重夫訳 河出書房新社)